# Semana Santa en Medina Sidonia
La Semana Santa es una celebración muy arraigada a la cultura asidonense.

## Días procesionales

### Domingo de Ramos
Hermandad de Penitencia y Cofradía de Nazarenos del Stmo.Cristo de la Sangre, Ntro.Padre Jesús de la Columna, María Stma.del Mayor Dolor, San Juan Evangelista y Ntra.Sra. de la Victoria.
Salida procesional de Nuestro Padre Jesús de la Columna y María Santísima del Mayor Dolor
- Iglesia de la Victoria.

Horario: Salida: 18:00 h. // Recogida: 00:30 h.(aprox.)
Sitio web: Hermandad del Stmo.Cristo de la Sangre

### Lunes Santo
Venerable Cofradía de Penitencia y Esclavitud de Ntro.Padre Jesús Cautivo de los Llanos.
Salida procesional de Nuestro Padre Jesús Cautivo de los Llanos
- Iglesia de la Victoria

Horario: Salida: 21:00 h. // Recogida: 00:30 h.(aprox.)

### Martes Santo
Viacrucis de Nuestro Padre Jesús Cautivo y Nuestra Señora del Valle.
Horario: Salida: 18:00 h. // Recogida: 20:00 h.(aprox.)

### Miércoles Santo
Santísimo Cristo de la Reconciliación y Paz y Nuestra Señora de los Dolores
- Iglesia de San Juan de Dios.

Horario: Salida: 19:00 h. // Recogida: 01:00 h.(aprox.)

### Jueves Santo
Nuestro Padre Jesús Nazareno y Nuestra Señora de los Dolores
- Iglesia de Santiago.

Horario: Salida: 20:00 h. // Recogida: 01:00 h.(aprox.)

### La Madrugá
Hermandad de Penitencia y Cofradía de Nazarenos del Stmo.Cristo de la Sangre, Ntro.Padre Jesús de la Columna, María Stma.del Mayor Dolor, San Juan Evangelista y Ntra.Sra.de la Victoria.
Salida procesional del Santísimo Cristo de la Sangre
- Iglesia de la Victoria.

Horario: Salida: 00:00 h. // Recogida: 04:15 h.(aprox.)

### Viernes Santo
Venerable Hermandad del Santísimo Cristo de la Buena Muerte y Nuestra Señora de la Soledad.
Salida procesional delSantísimo Cristo de la Buena Muerte y Nuestra Señora de la Soledad con San Juan
- Iglesia de Santiago.

Horario: Salida: 20:00 h. // Recogida: 01:00 h.(aprox.)
- Datos: Q6124555